# Rävsjön (Skorpeds socken, Ångermanland)
Rävsjön är en sjö i Örnsköldsviks kommun i Ångermanland och ingår i Nätraåns huvudavrinningsområde. Sjön har en area på 0,272 kvadratkilometer och ligger 335,1 meter över havet. Sjön avvattnas av vattendraget Glöggbäcken.

## Delavrinningsområde
Rävsjön ingår i det delavrinningsområde (703096-159175) som SMHI kallar för Utloppet av Rävsjön. Medelhöjden är 347 meter över havet och ytan är 1,61 kvadratkilometer. Det finns inga avrinningsområden uppströms utan avrinningsområdet är högsta punkten. Glöggbäcken som avvattnar avrinningsområdet har biflödesordning 2, vilket innebär att vattnet flödar genom totalt 2 vattendrag innan det når havet efter 79 kilometer. Avrinningsområdet består mestadels av skog (81 procent). Avrinningsområdet har 0,27 kvadratkilometer vattenytor vilket ger det en sjöprocent på 16,9 procent.